# Paris (Illinois)
Paris és una població dels Estats Units a l'estat d'Illinois. Segons el cens del 2000 tenia 9.077 habitants.

## Demografia
Segons el cens del 2000, Paris tenia 9.077 habitants, 3.874 habitatges, i 2.382 famílies. La densitat de població era de 728,6 habitants/km².
Dels 3.874 habitatges en un 27,7% hi vivien nens de menys de 18 anys, en un 45,1% hi vivien parelles casades, en un 12,1% dones solteres, i en un 38,5% no eren unitats familiars. En el 34% dels habitatges hi vivien persones soles el 17,7% de les quals corresponia a persones de 65 anys o més que vivien soles. El nombre mitjà de persones vivint en cada habitatge era de 2,29 i el nombre mitjà de persones que vivien en cada família era de 2,91.
Per edats la població es repartia de la següent manera: un 23,8% tenia menys de 18 anys, un 9% entre 18 i 24, un 26% entre 25 i 44, un 21,6% de 45 a 60 i un 19,6% 65 anys o més.
L'edat mediana era de 39 anys. Per cada 100 dones de 18 o més anys hi havia 83,5 homes.
La renda mediana per habitatge era de 30.902 $ i la renda mediana per família de 37.872 $. Els homes tenien una renda mediana de 28.750 $ mentre que les dones 20.673 $. La renda per capita de la població era de 17.750 $. Aproximadament el 8,9% de les famílies i el 12,7% de la població estaven per davall del llindar de pobresa.

## Poblacions més properes
El següent diagrama mostra les poblacions més properes.